# Monasterio de Búchach
El monasterio de la Exaltación de la Santa Cruz (en ucraniano: Бучацький монастир оо. Василіян) es un monasterio basiliano en Búchach, Óblast de Ternópil, Ucrania. Durante siglos, ha sido uno de los centros de la Iglesia católica griega ucraniana en el oeste de Ucrania. El monasterio está situado cerca de la colina Fedir en Búchach, 18 km al suroeste de Monastyryska y unos 70 km al sur de Ternópil.

## Historia
Fue fundado por Stéfan Aleksander Potocki y su esposa Joanna Sieniawska, hija de Mikołaj Hieronim Sieniawski. En la carta firmada el 7 de diciembre de 1712 en Lublin se indica que donaron 30,000 zlotys a los basilianos con el fin de mejorar la educación del clero católico griego. Su hijo, Mikołaj Bazyli Potocki, continuó haciendo donaciones.
En 1714, la arquidiócesis católica de Leópolis (en la persona del arzobispo Jan Skarbek) transfirió una pequeña iglesia católica en Búchach a los basilianos locales. Esta decisión fue hecha permanente por el arzobispo Mikołaj Gerard Wyżycki el 29 de abril de 1747.
El 18 de septiembre de 1771, con el permiso del metropolitano Leo Sheptytsky, el abad del monasterio (el padre Inocencio Mshanetskyi) consagró la recién construida iglesia del monasterio de la Elevación de la Cruz preciosa y dadora de vida.
Después de la Segunda Guerra Mundial, el monasterio fue clausurado en 1946 y convertido en un gymnasium, durante este periodo se destruyó el santuario, se saquearon los objetos y desaparecieron libros. En 1991 el monasterio pasó a su dueña original, la Orden de San Basilio Magno y comenzaron con los trabajos de restauración tras años de abandono; hasta 2018 los trabajos seguían en curso.